# Herbert Bossler
Herbert Rudolf Bossler, eigentlich Boßler, (* 18. Juni 1907 in Rainbach-Dilsberg; † 14. September 1999 in Bad Friedrichshall-Jagstfeld) war ein deutscher Unternehmer aus dem Bereich der Weißen Schifffahrt. Er war Gründer und Eigner der Personenschiffahrt Herbert Bossler, die ihren Sitz in Bad Friedrichshall-Jagstfeld hatte und bis ins Jahr 1975 konkurrenzlos blieb. Herbert Bossler verlegte einen Großteil des Touristenflusses der Stadt Bad Wimpfen und der Region Heilbronn auf den Neckar.

## Familie und Herkunft

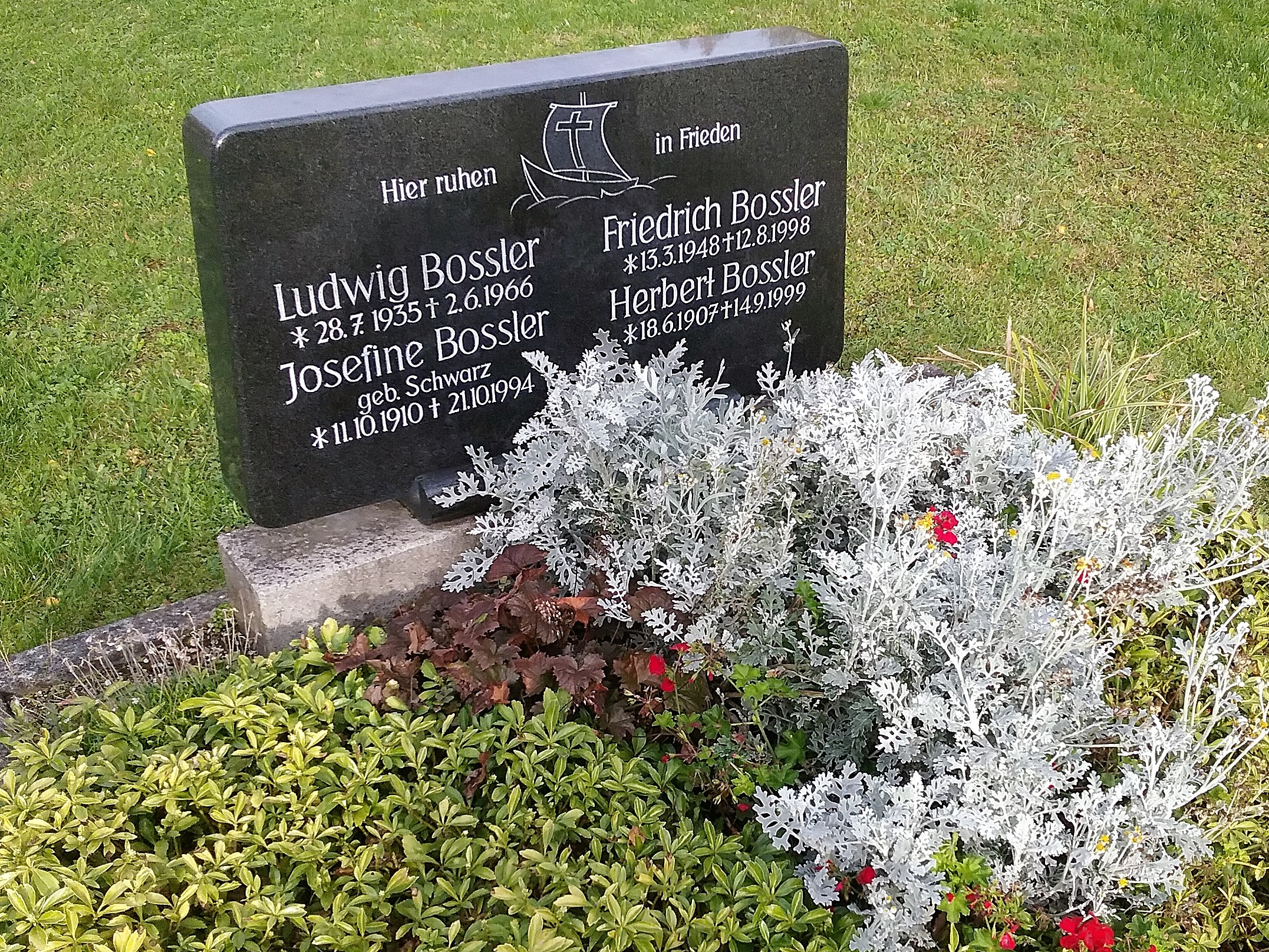
Grabstätte des von Herbert Bossler begründeten Jagstfelder Hauses einer Seitenlinie der jüngeren Familienlinie

Herbert Rudolf Bossler stammte aus der jüngeren Linie der Schifffahrtsunternehmerfamilie Boßler. Er wurde als Sohn des Christian Boßler (* 1882; † 1958) und der aus einem alten Schiffergeschlecht des Weilers Rainbach bei Dilsberg stammenden Elisabetha Waibel (* 1885; † 1950) geboren. 
Seine beiden Onkel waren die Unternehmer sowie Pioniere der Weißen Schifffahrt am Neckar Georg (* 1881; † 1946) und Andreas Boßler (* 1884; † 1961).
Durch seine Großmutter Sibylla Luise Götz (* 1854; † 1885) war er ein Urenkel des Gastwirts, Industriellen und mehrfachen Steinbruchbesitzers Johann Friedrich II. Götz (* 1820; † 1892), der unter anderem Steinmaterial für die von Johann Gottfried Tulla geplante Rheinbegradigung lieferte.
Mütterlicherseits gehörte der Reeder- und Baustoffindustrielle Reinhard Waibel (* 1920; † 2003) zu seinen direkten Cousins. Sein Cousin dritten Grades war der Schifffahrtsfunktionär, Schiffseigner und Unternehmer in der Güterschifffahrt Werner Ludwig Boßler (* 1931; † 2018).
Herbert Bossler ehelichte 1933 in Jagstfeld Josefine Schwarz, deren Tante Antonie Schwarz (* 1886; † 1942) mit Friedrich Ludwig Kussel (* 1873; † 1922) bereits in das alte Schiffergeschlecht Kussel aus Neckarsteinach eingeheiratet hatte. Der Ehe entsprangen vier Kinder.

## Unternehmen

### Weiße Schifffahrt
Zu Beginn seiner beruflichen und unternehmerischen Laufbahn war Herbert Bossler zusammen mit seinem Cousin Karl Boßler (* 1912; † 1964) für die Leitung des Schankbetriebs auf den Passagierschiffen Von Hindenburg und Alt-Heidelberg I zuständig. An der Von Hindenburg war er 1938 gemeinsam mit seinem Vetter Karl Schiffsteilhaber. Die Salonschiffe fuhren unter der Flagge der von seinen beiden Onkel Georg und Andreas Boßler im Jahr 1926 gegründeten Personenschiffahrt Gebr. Bossler.
1948 folgte die unternehmerische Expansion der jüngeren Linie der Familie als Herbert Bossler die Personenschiffahrt Herbert Bossler in Bad Friedrichshall gründete. Sein erstes Motorschiff war die MS Helene. Ein kleines für 50 Personen ausgelegtes Schiff mit einer Antriebsleistung von 75 PS. Das zweite Personenschiff dieser Größenordnung trug den Namen Ludwig und war seinem ältesten Sohn Ludwig Friedrich genannt „Louis“ Bossler gewidmet.

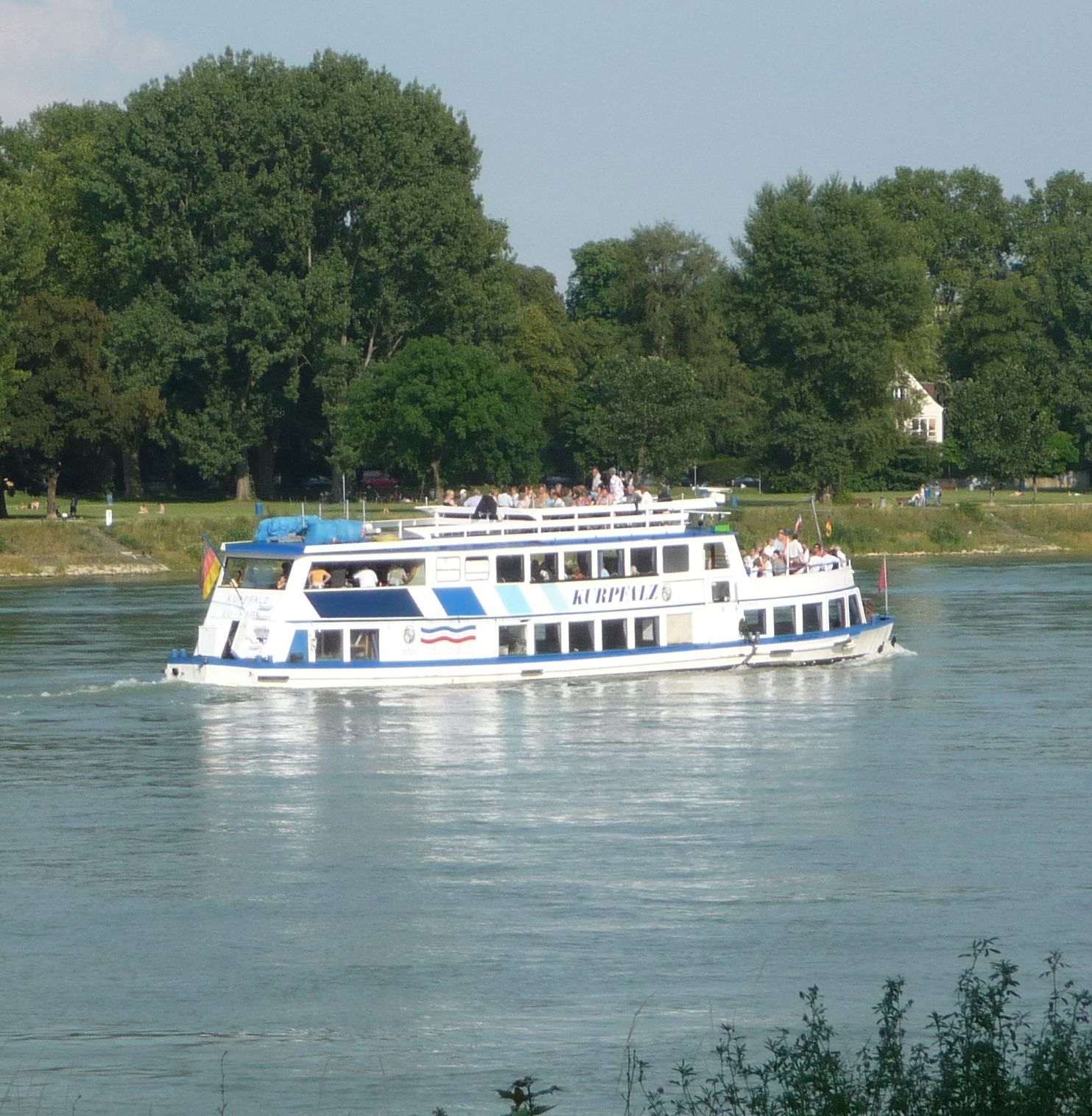
Das ehemalige Salonpassagierschiff Regia Wimpina der Personenschiffahrt Herbert Bossler, das heute als Kurpfalz in Fahrt ist

Es folgte noch im gleichen Jahr das Passagierschiff Glück Auf. Jenes war anfangs für 250 Personen ausgelegt und besaß eine Antriebsleitung von 116 PS es wurde ebenfalls im Jahr 1948 umgebaut. 1954 erwarb Herbert Bossler das Motorschiff MS Seeadler und verkaufte anschließend das MS Helene. Das Passagierschiff Glück Auf  wurde erneut im Jahr 1960 in Neckarsteinach einem Umbau unterzogen. Das Fahrgastschiff Seeadler wurde 1965 auf der Werft Ebert und Söhne umgebaut und in seiner Kapazität erhöht. Von 1948 bis 1975 war Herbert Bossler mit seinem Schifffahrtsunternehmen im Verkehrsraum Heilbronn konkurrenzlos.
Die beiden Fahrgastschiffe Glück Auf und Regia Wimpina hatten im Besitz von Herbert Bossler zusammen eine Beförderungskapazität von insgesamt 665 Personen. 1989 wurde das Unternehmen Personenschiffahrt Herbert Bossler an seine Verwandtschaft, die Eigner der 1975 gegründeten Personenschifffahrt Stumpf nach Heilbronn verkauft.
Die heutige Beförderungskapazität der Schiffe liegt bei 420 Personen.
Herbert Bossler passte die Schreibweise seines Nachnamens der Schreibweise seines Unternehmens an. Er änderte seinen Familiennamen offiziell von Boßler hin zu Bossler.

### Sonstiges Schiffseigentum
Herbert Bossler besaß noch das Schleppschiff Friedrich, das zuvor als Gross Deutschland im Dienst seines Onkels Andreas Boßler und seines Cousin Karl Boßler stand und am Bau des Westwalls beteiligt war. Des Weiteren hatte Herbert Rudolf Bossler noch ein Motorgüterschiff mit dem Namen Luise in Dienst stehen, das in Neckarsteinach auf den Schiffseigner-Namen Herbert Boßler gemeldet war.